# Kyle Buckingham
Pour les articles homonymes, voir Buckingham.
Kyle Buckingham, né 22 décembre 1983 à Port Elizabeth est un triathlète professionnel sud-africain, vainqueur sur triathlon Ironman..

## Palmarès
Le tableau présente les résultats les plus significatifs (podium) obtenus sur le circuit international de triathlon depuis 2014.
| Année | Compétition                 | Pays           | Position           | Temps           |
| ----- | --------------------------- | -------------- | ------------------ | --------------- |
| 2018  | Ironman Afrique du Sud      | Afrique du Sud | Médaille d'or      | 8 h 56 min 6 s  |
| 2017  | Ironman 70.3 Afrique du Sud | Afrique du Sud | Médaille de bronze | 4 h 14 min 30 s |
| 2017  | Ironman Brésil              | Brésil         | Médaille d'argent  | 8 h 5 min 43 s  |
| 2016  | Ironman 70.3 Afrique du Sud | Afrique du Sud | Médaille d'argent  | 4 h 6 min 11 s  |
| 2016  | Ironman Californie          | États-Unis     | Médaille d'or      | 8 h 27 min 58 s |
| 2015  | Ironman Canada              | Canada         | Médaille d'argent  | 8 h 50 min 30 s |
| 2014  | Ironman Afrique du Sud      | Afrique du Sud | Médaille d'argent  | 8 h 32 min 39 s |
| 2014  | Ironman Lake Placid         | États-Unis     | Médaille d'or      | 8 h 38 min 43 s |